# 11. Mot.-Schützendivision (NVA)
Die 11. Mot.-Schützendivision (NVA), kurz 11. MSD, anfangs als motorisierte Schützendivision bezeichnet und ehemals Mot.-Schützen-Division geschrieben, war ein Großverband der Nationalen Volksarmee der DDR.

## Geschichte

### Herkunft der militärischen Formationen

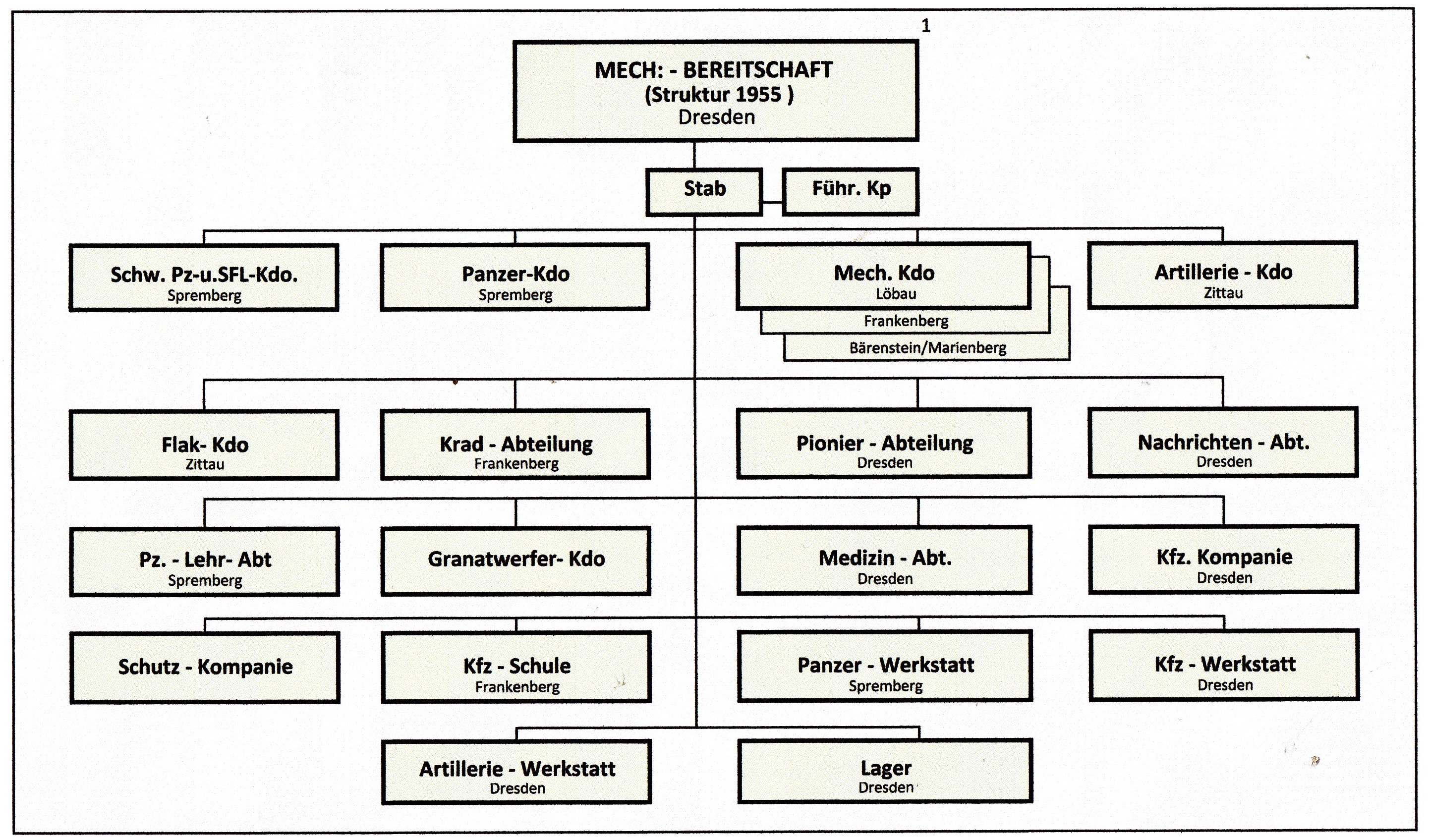
Gliederung der Mech.-Bereitschaft der KVP am Beispiel: Dresden (1955)

Bereits bei Schaffung der Kasernierten Volkspolizei (KVP) Anfang der 1950er Jahre wurden neben Infanterieverbänden, darunter die (gemischte) KVP-Bereitschaft Halle, auch mechanisierte Verbände aufgestellt. Die maßgebliche Forderung aus der Sowjetunion nach originären DDR-Streitkräften bekam erst Öffentlichkeit, nachdem im November 1955 in der Bundesrepublik Deutschland die Bundeswehr geschaffen wurde.
Am 18. Januar 1956 verabschiedete die Volkskammer der DDR nach Rücksprache der SED-Führung mit dem ZK der KPdSU das Gesetz „über die Schaffung der Nationalen Volksarmee und des Ministeriums für Nationale Verteidigung“. Für die einsatzbereiten Formationen der KVP begannen de-facto bereits im Spätherbst 1955 die Vorbereitungen zur Umwandlung in reguläre Streitkräfte der DDR. Eine wichtige Orientierung für den Aufbau, die Struktur, Ausrüstung und Ausbildung gab Ende Januar 1956 die erste Tagung der Teilnehmerstaaten des Warschauer Vertrages. Die zu schaffenden bewaffneten Kontingente der NVA sollten in die Vereinten Streitkräfte integrierbar sein.
Vorgesehen war, nach sowjetischem Vorbild strukturierte Mechanisierte Divisionen (zwei MD), Infanteriedivisionen (drei ID) und Panzerdivisionen (drei PD) aufzustellen. Bereits im Sommer 1956 wurden auf der Grundlage neuester sowjetischer Vorstellungen über Aufbau, Ausrüstung und Einsatz der Streitkräfte Veränderungen erforderlich. Die im Aufbau befindlichen Infanteriedivisionen und Mechanisierten Divisionen der NVA wurden in Erweiterung des ursprünglichen Befehls 1/56 durch Befehl 99/56 des Ministers vom 17. Oktober 1956 in Mot.-Schützendivisionen bzw. in Panzerdivisionen umformiert.
Das zum 1. März 1956 gebildete Ministerium für Nationale Verteidigung (MfNV) ordnete diese Formationen den zwei Kommandos der Militärbezirke (KMB-III und KMB-V) der Landstreitkräfte zu. Aus dem Bestand der Kommandos wurde im Felddienst je ein Armeekommando gebildet. Dem KMB III (Standort Leipzig), als verantwortlichem militärischen Führungsorgan im Südterritorium der DDR, wurde die aufzustellende 11. Mot.-Schützendivision (Standort des Stabes – Halle/Saale) zugeteilt. Ab 1972 wurde das Kommando Landstreitkräfte gebildet, das im Auftrag des MfNV die beiden Militärbezirke führte.

### Aufstellung und Auftrag der 11. MSD

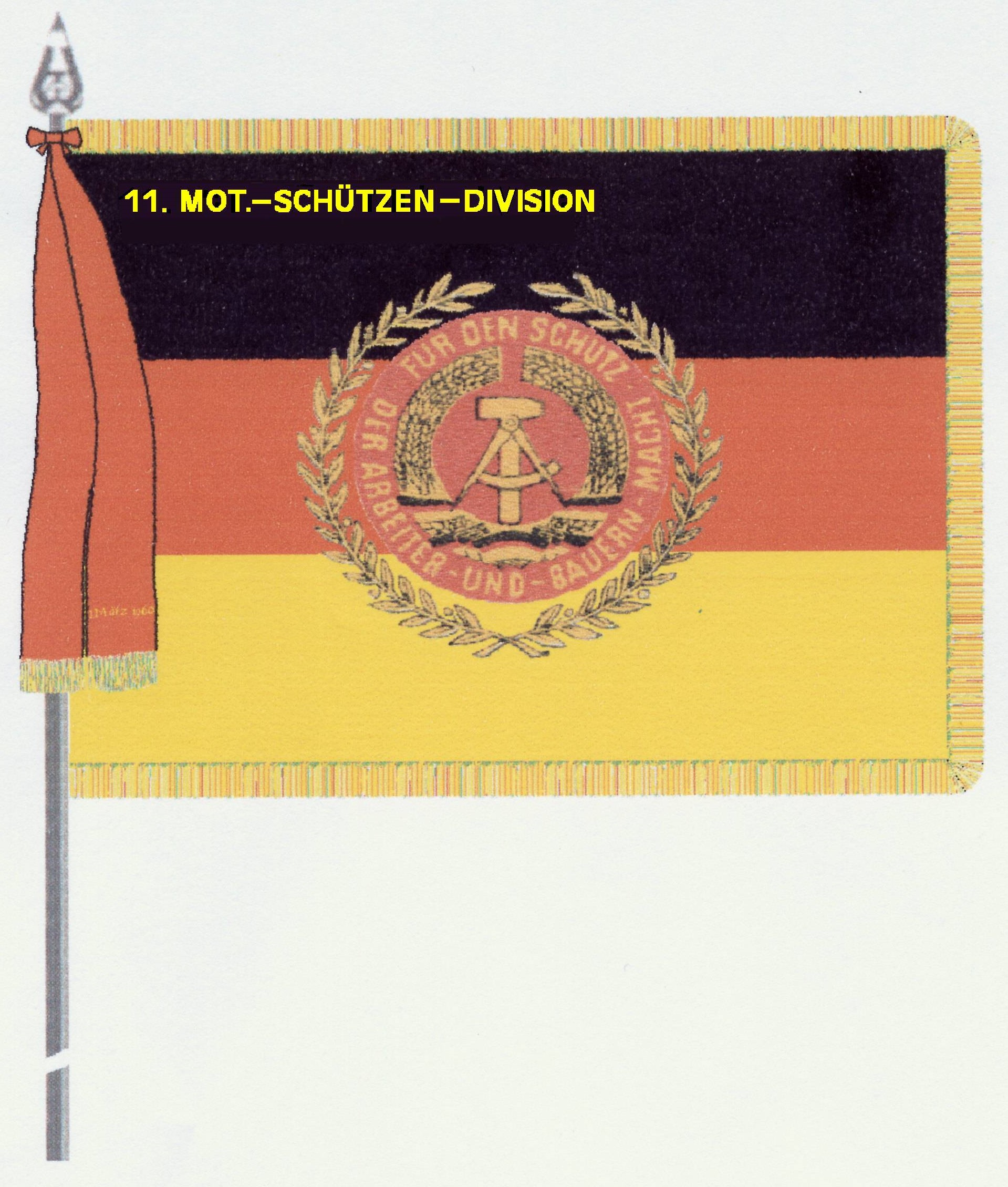
Truppenfahne der 11. MSD (NVA)
(Nachbildung 2010)

Die Aufstellung der 11. Mot.-Schützendivision erfolgte auf der Grundlage des Befehls Nr. 77/56 des Ministers für Nationale Verteidigung, Generaloberst Willi Stoph, vom 17. Oktober 1956 mit Wirkung zum 22. Oktober 1956. Ursprünglich als Mechanisierte Division (MD) geplant, wurde bereits in der unmittelbaren Organisationsphase die Struktur geändert und befohlen, eine Mot.-Schützen-Division (MSD) aufzustellen.
Mit der Führung der Neuformierung der KVP-Bereitschaft Halle (Infanterie) zur 11. Mot.-Schützendivision und dem Ausbau der Kasernen und Übungsplätze war Oberst Hermann Vogt beauftragt. Die Führungsdokumente sahen vor, den Stab, die Truppenteile, Einheiten und Einrichtungen der 11. MSD des Militärbezirks III der DDR auf der Basis der bestehenden Kommandos, Einheiten und Einrichtungen der KVP-Bereitschaft Halle (KVPD 2915) bis zum Herbst 1956 und unter Beibehaltung der bisherigen Standorte zu bilden (Siehe Tabelle unten). Strukturbestimmend waren die A-Kommandos Halle, Leipzig, Weißenfels, das B-Kommando Weißenfels und das C-Kommando Zeithain der KVP.
Die 11. Mot.-Schützendivision wurde am 22. Oktober 1956 mit Übergabe der Truppenfahne an Oberst Hermann Vogt in Dienst gestellt und vereidigt.
Der Auftrag der 11. MSD bestand darin, dass dieser taktische Verband der NVA im Bündnis mit den Koalitionsstreitkräften „das friedliche Leben der Bürger der DDR und aller Staaten der sozialistischen Gemeinschaft gegen jegliche Angriffe der aggressiven Kräfte … schützt und die Souveränität der DDR, ihre territoriale Integrität sowie Unverletzlichkeit ihrer Grenzen und ihrer staatlichen Sicherheit gewährleistet.“ Die Division war ab 1962 zu Handlungen im Bestand operativer Gruppierungen (Armee, Armeekorps) beliebiger Teilnehmerstaaten der Ersten Strategischen Staffel der Vereinten Streitkräfte auf dem Westlichen Kriegsschauplatz (WKSP) vorgesehen.

### Militärische Ausbildung in der 11. MSD
Die Ausbildung in der Division, bezeichnet als Gefechtsausbildung der Truppen war darauf gerichtet, das militärische Handwerk gut zu erlernen. In nahen Standorträumen unterlag die Ausbildung keinerlei Einschränkungen durch die erhobene Forderung nach ständiger Gefechtsbereitschaft. Seit den 1970er Jahren, mit Einführung neuer Ausbildungsprogramme, verlief die Ausbildung in jedem Ausbildungshalbjahr (Dezember–Mai bzw. Juni–November) in fünf Etappen:

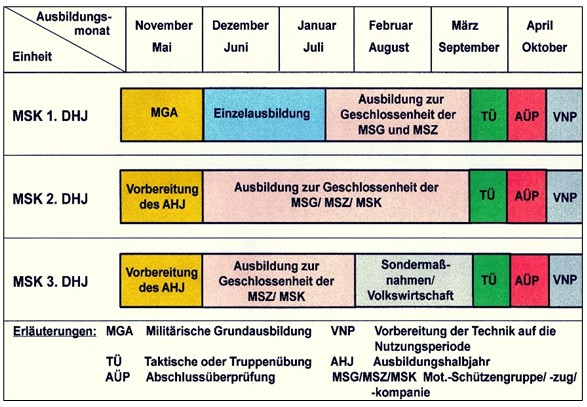
Ausbildungsetappen Mot.-Schützen Programm Landstreitkräfte ab 1981

- Militärische Einzelausbildung in der jeweiligen Dienststellung;
- Einheitsausbildung (Gruppe/Besatzung/Bedienung, Zug, Kompanie/Batterie) und „Komplexausbildung“ mehrerer Waffengattungen sowie die Herstellung der Geschlossenheit für Bataillone/Abteilungen;
- Taktische Übungen mit und ohne Gefechtsschießen;
- Abschlussüberprüfung oder Inspektion, in der Regel verbunden mit Truppenübungen der Truppenteile und der Division;
- Militärische Grundausbildung der Neueinberufenen sowie zeitgleich die Vorbereitung der Technik, Bewaffnung und Ausbildungsbasis auf die nächste Nutzungsperiode (Sommer oder Winter).

### Übungstätigkeit in der 11. MSD
Im Zuge dieser Ausbildungsorganisation war gesichert, dass der Wehrdienstleistende im Verlaufe seiner Dienstzeit an ein bis zwei Übungen der Kompanie-/Batterie-Ebene und an einer gleichen Anzahl Übungen in der Bataillons-/Abteilungsebene teilnahm.
Im Weiteren absolvierte die 11. MSD:
- im Zweijahres-Rhythmus eine Truppenübung der Division bzw. eine Kommandostabsübung für die Stäbe der Division und der Truppenteile, unter Teilnahme von Darstellungstruppen;
- in den Jahren ohne Divisionsübung leiteten die Führungsorgane der 11. MSD taktische Übungen der Regimenter (MSR, PR) mit und ohne Gefechtsschießen;
- die Teilnahme an Manövern im Koalitionsbestand (siehe unten).

### Übungs- und Manöverteilnahme im Koalitionsbestand
Die Vorbereitung auf Handlungen im Koalitionsbestand bestimmte die Übungspraxis der Regimenter und insbesondere der Führungsorgane der 11. MSD, darunter:
- März 1962 – Inspektion der 11. MSD durch das MfNV zur Vorbereitung der Handlungen im Koalitionsbestand;
- September 1963 – Teilnahme der 11. MSD (ohne Teile) im Koalitionsbestand (ČS, PL, SU) am Manöver „Quartett“ im Süden der DDR;
- Februar 1964 – zweiseitige Truppenübung der 11. MSD und 4. MSD (NVA), mit Training der Übergabe der 11. MSD an eine Koalitionsarmee;
- Oktober 1965 – Teilnahme II. Panzerbataillon/PR-11 (NVA) im Koalitionsbestand (ČS, PL, SU) am Manöver „Oktobersturm“ im Südwesten der DDR;
- September 1966 – Teilnahme 11. MSD (ohne Teile) im Koalitionsbestand (ČS, HU, PL, SU) am Manöver „Moldau“ (cs – „Vltava“) im Südwesten der ČSSR;
- August 1967 – Teilnahme der 11. MSD (ohne Teile), gemeinsam mit der 7. PD und einer MSD (SU), im Koalitionsbestand an der Truppenübung „Florett“;
- Juli/August 1968 – Teilnahme der 11. MSD im Koalitionsbestand (BG, HU, PL, SU) an der Operation „Donau“ (ru – операция «Дунай») mit der 7. PD (NVA);
- September 1970 – Teilnahme der 11. MSD (ohne Teile) im Koalitionsbestand (WVO) am Manöver „Waffenbrüderschaft-70“ in der DDR;
- April 1971 – Inspektion der 11. MSD durch das MfNV und das Oberkommando der Vereinten Streitkräfte, mit Truppenübung;
- März 1972 – Truppenübung der 11. MSD und Teile/4. MSD mit in der NVA-Geschichte erstem Gefechtsstart durch die Raketenabteilung RA-11;
- Juni 1972 – Teilnahme der 11. MSD (ohne Teile) im Koalitionsbestand (SU) an der Kommandostabsübung mit Darstellungstruppen „Sommer-72“ in der DDR;
- September 1976 – Divisionsübung / Teilnahme im Koalitionsbestand (SU) an der Truppenübung „Attacke-76“ in der DDR;
- August/September 1977 – Teilnahme der Stäbe der 11. MSD an der Armee-Kommandostabsübung im Koalitionsbestand (2. GPA SU);
- März 1978 – Divisionsübung / Teilnahme im Koalitionsbestand (SU) an der zweiseitigen Truppenübung „Attacke-78“ in der DDR;
- September 1980 – Teilnahme der 11. MSD (ohne Teile) im Koalitionsbestand (WVO) am Manöver „Waffenbrüderschaft-80“ in der DDR und im Ostsee-Aquatorium;
- Dezember 1981 – Inspektion der 11. MSD durch das MfNV;
- März 1984 – Teilnahme der 11. MSD (nach Mobilmachung) im Koalitionsbestand (SU) an der Armeeübung „Jug-84“ in der DDR;
- September/Oktober 1986 – Inspektion der 11. MSD durch das MfNV und das Oberkommando der Vereinten Streitkräfte, verbunden mit einer Divisionsübung;
- April 1987 – Truppenübung der 1. und 11. MSD, mit Forcieren unter Winterbedingungen, bei Anwesenheit von KSZE-Beobachtern;
- August 1988 – Teilnahme der 11. MSD (mit Führungsorganen und Darstellungstruppen) im Koalitionsbestand (PL, SU) an der Armee-Kommandostabsübung „Drushba-88“, Truppenübung und Aufklärer-Rahmenübung in der DDR, bei Anwesenheit von KSZE-Beobachtern.

### Herstellung höherer Bereitschaftsstufen (1961, 1962)
Die 11. MSD wurde am 13. August 1961 durch den Minister für Nationale Verteidigung in die Stufe „Erhöhte Gefechtsbereitschaft“ in den Kasernen versetzt und der Einsatz je eines diensthabenden Bataillons (einer Abteilung) in den Regimentern organisiert. Die Dienstzeit der im Herbst zu Entlassenden wurde zunächst bis Ende Dezember 1961 verlängert. Ab 23. September setzte die Division den normalen Dienstbetrieb fort. Die Ausbildung der Freiwilligen im Herbst 1961 erfolgte in zwei Ausbildungsregimentern der 11. MSD in den Zeithainer Kasernen mit angeschlossenem Feldlager. Die zur Entlassung stehenden, freiwillig Dienenden wurden Ende April 1962 in die Reserve versetzt.
Im Zusammenhang mit der angespannten militärpolitischen Lage zwischen den Vereinigten Staaten und der Sowjetunion in der „Kubakrise“ wurde erstmals am 23. Oktober 1962 die „Erhöhte Gefechtsbereitschaft“ für die Vereinten Streitkräfte des Warschauer Vertrages angewiesen. Laut Befehl 104/62 des Ministers stellte auch die 11. MSD die Höhere Bereitschaftsstufe her. Die damit verbundene Ausgangs- und Urlaubssperre, der Aufschub der Herbstentlassungen und die Aktivitäten der Mobilmachungsbereitschaft endeten am 21. November 1962.

### Handlungen im Manöver „Moldau“ (1966)

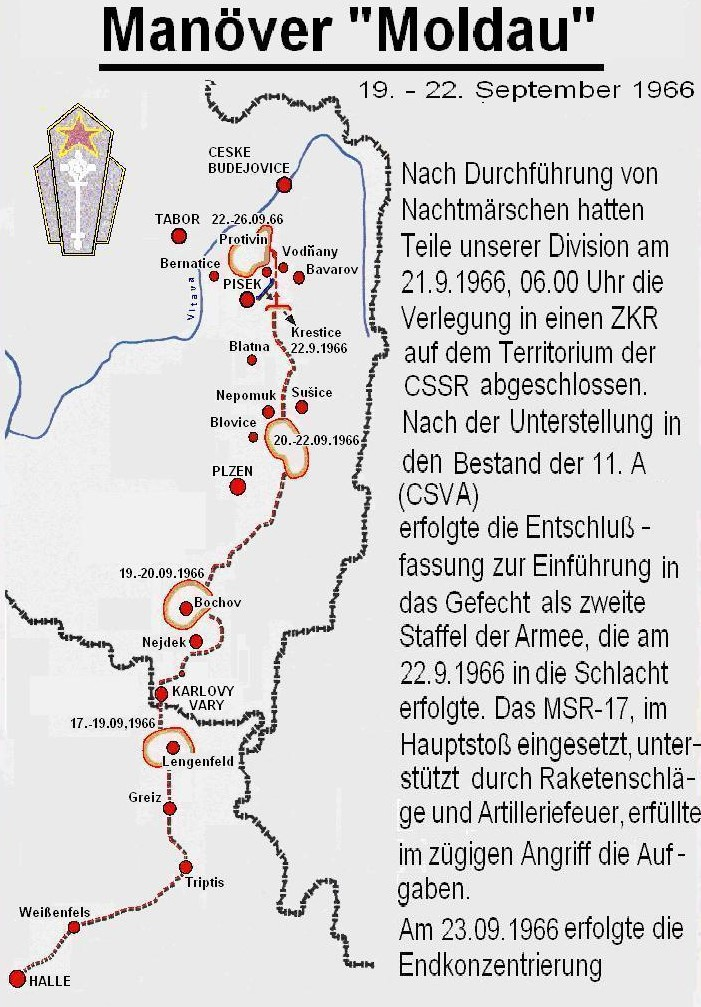
Handlungen der 11. MSD beim Manöver „Moldau“

Im Herbst 1966 sollten Truppen der NVA an der Seite der verbündeten Armeen erstmals real auf dem südwestlichen Territorium der Tschechoslowakischen Sozialistischen Republik (ČSSR) üben. Die 11. Mot.-Schützendivision (NVA) und das Panzerregiment PR-15 der 7. PD (NVA) wurden in das Manöver „Moldau“ der Vereinten Streitkräfte vom 19. bis 22. September 1966 einbezogen.
Am 19. September überschritten die NVA-Manövertruppen die Staatsgrenze zur ČSSR, bezogen ihre Unterbringungsräume und wurden als Reserve einer Armee den Streitkräften der ČSSR unterstellt. „Die tschechoslowakische Bevölkerung empfing die ostdeutschen Soldaten durchaus freundlich, wenn auch die NVA-Uniformen bei vielen Bürgern Erinnerungen an die deutsche Besetzung … wachriefen.“ Die 11. MSD (NVA) und insbesondere das MSR-17 konnten ihr militärisches Können und das militärische Zusammenwirken mit den verbündeten Streitkräften unter Beweis stellen.

### Handlungen der 11. MSD zum „Prager Frühling“ (1968)
Auf Druck der Bevölkerung der ČSSR begann die Tschechoslowakische KP (KPČS) unter Alexander Dubček im Frühjahr 1968 ein Liberalisierungs- und Demokratisierungsprogramm („Prager Frühling“) umzusetzen. Die sowjetischen Militärs zählten von Anfang an zu den entschiedensten Gegnern der Prager Reformer. Die Aufdeckung eines speziellen NATO-Operationsplanes „Zephir“ und die Information über die Errichtung eines Sonderstabes des NATO-Oberkommandos Europa zur „Bearbeitung des tschechoslowakischen Problems“ sowie das für Oktober 1968 nahe der Grenze zur ČSSR geplante Korps-Manöver der Bundeswehr „Schwarzer Löwe“ wurden von den Warschauer Vertragsstaaten als militärische Bedrohung bewertet.
Die Reaktion des Warschauer Paktes auf diese Lageeinschätzungen war die operativ-taktische und logistische Vorbereitung einer Intervention mittels Übungen und Manövern unter der Vorgabe als normale gemeinsame Ausbildungsmaßnahmen der verbündeten Streitkräfte.
Anfang/Mitte Juli 1968, als sich die Lage in der Tschechoslowakei zuspitzte, stimmte Walter Ulbricht dem Vorschlag des Oberkommandierenden des Warschauer Paktes Marschall Jakubowski zu, auch NVA-Truppen, die 7. Panzerdivision und die 11. Mot.-Schützendivision an einer militärischen Intervention (Operation „Donau“ – ru. операция «Дунай») zu beteiligen.
Am 25. Juli 1968 wurde laut Befehl Nr. 91/68 des Ministers für Nationale Verteidigung ungeplanten Truppenübung im Koalitionsbestand für die 11. MSD eine höhere Stufe der Gefechtsbereitschaft befohlen und die planmäßige Entlassung der Reservisten ausgesetzt. Die Lehrgefechtstechnik wurde aufmunitioniert und in den Kasernen die Handlungsbereitschaft zur kombinierten Verlegung bis zum Vormittag des 28. Juli 1968 hergestellt.
Bis zum frühen Morgen des 29. Juli 1968 verlegte die 11. MSD unter der Führung des Divisionskommandeurs, Oberst Erich Dirwelis, auf fünf Marschstraßen in den Konzentrierungsraum (KR Eisenberg (Thüringen), Orlamünde, Weida) nahe dem Hermsdorfer Kreuz.
Die 11. MSD (NVA) wurde vom MfNV in voller Gefechtsbereitschaft der operativ-strategischen Gruppierung der Vereinten Streitkräfte (VSK – Stab in Legnica/Polen, dt. Liegnitz) der Operation „Donau“ übergeben und verblieb zunächst in der Reserve des Oberkommandos. Die Einsatzvarianten der Division sahen entweder das Betreten des ČSSR-Territoriums vom Nordwesten her zum Raum Plzeň (dt. Pilsen) vor oder die Besetzung des Raumes Bad Lobenstein (DDR), Adorf/Vogtl. (DDR) zur Sicherung des Grenzdreiecks im Südwesten der DDR.
Die an der „Übung Donau“ beteiligten gepanzerten Fahrzeuge und Kraftfahrzeuge der NVA und der GSSD erhielten in den Unterbringungsräumen eine gesonderte weiße Farbmarkierung in Form eines senkrecht verlaufenden Balkens.
Bis zum 20. August 1968 verblieb die Division in ihrem Konzentrierungsraum und führte bei feldmäßiger Unterbringung Ausbildungsmaßnahmen durch. Von der Auslösung der Stufe „Erhöhte Gefechtsbereitschaft“ für die gesamte NVA am frühen 21. August 1968 war die 11. MSD demzufolge nicht berührt.
Anders als die 7. PD (NVA) erhielt die 11. MSD (NVA) am 23. August vom Oberkommando den Befehl zum Vorrücken in das Grenzgebiet zur ČSSR, in den Ausgangsraum (AgR) Oelsnitz/Vogtl., (ausschließlich) Eibenstock, Adorf/Vogtl., Auerbach/Vogtl., (ausschließlich) Plauen. Bis zum frühen Morgen des 24. August 1968 hatten die Hauptkräfte der 11. MSD den AgR bezogen, in Bereitschaft zum Betreten des ČSSR-Territoriums auf drei Marschstraßen und zu Handlungen in Richtung Sokolov (ČSSR).
Ab 25. August 1968 erfolgte die Unterstellung der 11. MSD (NVA) an die 11. Gardearmee (SU) – herangeführt aus dem Kaliningrader Militärbezirk. Die 11. MSD (NVA) verblieb als Armeereserve auf DDR-Territorium und wurde am 31. August 1968 wieder in die Reserve der Front unterstellt. Die Division blieb bis Mitte Oktober in diesem grenznahen Raum in der Plauener Pforte und verließ entgegen allen vorherigen Planungen nicht das Territorium der DDR.
Am 16. Oktober 1968 wurde die operative Unterstellung der 7. PD (NVA) und der 11. MSD (NVA) aufgehoben und die Divisionen dem Kommando des Militärbezirkes III der NVA unterstellt. Auf Weisung des MfNV, laut Befehl Nr. 119/68 des Ministers für Nationale Verteidigung, begann die Rückverlegung der Kräfte und Mittel in die Garnisonsstandorte. Organisiert durch Partei- und Staatsfunktionäre wurden die zurückkehrenden Truppen von der einheimischen Bevölkerung begrüßt. Am 21. Oktober 1968 waren alle Einheiten der beteiligten NVA-Divisionen wieder in ihren Kasernen zurück.

### Einsatz der 11. MSD in der Wirtschaft und bei Katastrophen
Mit Indienststellung erhielt die 11. MSD Aufgaben zum „Einsatz von Kräften und Mitteln in der Volkswirtschaft“ und zur Beseitigung von Katastrophenfolgen. Darunter waren:
- in den 1950er/1960er Jahren Erntehilfen im Sommer und Herbst sowie Hilfen in der Kohleindustrie;
- der pioniertechnische Ausbau der innerdeutschen Grenze (1961–1963) sowie der Flugplätze Preschen und Cottbus mit Splitterboxen (1967), die Wiederaufnahme von Minen im Raum Sonneberg (1984);
- seit Beginn der 1970er Jahre die Unterstützung von staatlichen Bauaufgaben (z. B. Palast der Republik Berlin, Panorama-Museum Bad Frankenhausen);
- die Unterstützung bei Massensport-Veranstaltungen, zum Beispiel der Übungsverband der Armeesportvereinigung und Sicherstellungskräfte („Sportregiment“ Leipzig 1959 bis 1987 mit circa 1.500 Armeeangehörigen);
- die Abkommandierung von Fachkräften für die Chemie-, Mikroelektronik-, Kali-, Energie- und Braunkohle-Industrie sowie für das Verkehrswesen;
- Katastrophenhilfe (z. B. Hochwasser an Elbe, Saale, Unstrut, Zschopau; Kälteeinbruch 1979/80, 1986/87; Betriebshavarien).

Ab 1980 waren bis 1.500 Armeeangehörige der 11. MSD jährlich in diese Aufgaben eingebunden und nahmen nicht an der militärischen Ausbildung teil. Ab März 1989 wurden diese Kräfte durch die Ausbildungsbasis 19 (Abas-19, Standort Sondershausen) zusammengefasst und geführt.

### Auswirkungen der DDR-Abrüstungsinitiative 1989
Am 23. Januar 1989 erklärte der Nationale Verteidigungsrat der DDR im Rahmen des politischen Dialoges zur Verminderung der Streitkräfte und konventionellen Rüstungen in Europa die Bereitschaft der DDR, einen konstruktiven einseitigen Beitrag zum Abrüstungsprozess zu leisten. Neben der Demobilisierung von 10.000 Soldaten sollten auch sechs Panzerregimenter und ein Fliegergeschwader aufgelöst werden.
Für die 11. MSD bedeutete die Umsetzung des Abrüstungsvorschlags die Auflösung des Panzerregiments PR-11 in kurzer Zeit. Am Standort Sondershausen wurde im März 1989 die Ausbildungsbasis 19 (Abas-19) formiert, die über ein Panzer-Lehrbataillon, ein Mot.-Schützenbataillon (MSB) mit Arbeitskommandos (Volkswirtschaft) und Sicherstellungseinheiten verfügte.

### Kräfteeinsatz zur politischen Krise (Herbst 1989)
Die verschärften innenpolitischen Krisenerscheinungen in der DDR nach den Mai-Wahlen 1989 kulminierten im Spätherbst bei Demonstrationen in Halle (Saale). Zur Unterstützung der Polizeikräfte für die Abwehr eskalierender Gewalt wurden Kräfte aus dem MSR-17 als „nichtstrukturmäßige Hundertschaften“ am Standort bereitgestellt.
Ende November 1989 komplizierte sich die personelle Auffüllung durch die vorzeitigen Entlassungen von Armeeangehörigen mit wichtigen Berufen (Reichsbahn, medizinischer Bereich u. a.). Hinzu kam die Entscheidung des Verteidigungsministers, Admiral Theodor Hofmann, die Grundwehrdienenden des dritten Diensthalbjahres vorzeitig Ende Januar 1990 (statt im April) zu entlassen und im Mai nicht wieder aufzufüllen sowie keine Reservisten einzuberufen.
Trotz dieser angespannten Lage gelang es, bis zum 2. Oktober 1990 die Sicherheit für Personal, Kampftechnik, Bewaffnung und Munition in den Objekten zu gewährleisten.

### Auswirkungen des politischen Führungswechsels 1990

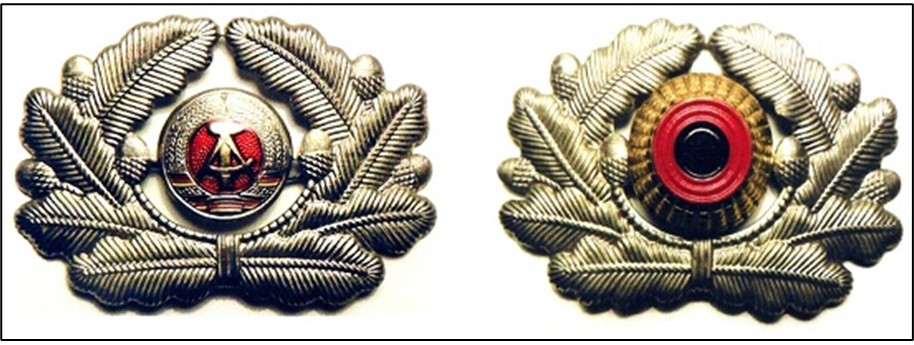
Austausch – NVA-Mützen-Kokarde, Staatswappen auf Schwarz-Rot-Gold, nach Führungswechsel Mitte 1990.

Die politischen Machtstrukturen, deren Bestandteil die 11. MSD war, mussten sich im Ergebnis der Volkskammerwahlen vom März 1990 einem politischen Führungswechsel unterziehen. Der neue Minister für Abrüstung und Verteidigung (MfAV), Rainer Eppelmann, nährte die Hoffnungen auf ein Fortbestehen eigenständiger Streitkräfte:
- Der Minister proklamierte in der Folgezeit eine 100.000-Mann-Armee.
- Er ließ die Angehörigen der Streitkräfte im Juli 1990 neu auf die Staatsflagge der DDR vereidigen.

Der Prozess einer Selbstkorrektur und Erneuerung des militärischen Lebens in der 11. MSD kam mit dem raschen deutschen Vereinigungsprozess spätestens Anfang August 1990 zum Erliegen.
Mit Befehl Nr. 48/90 des MfAV entfielen die Ehrennamen der Truppenteile der NVA. Durch Ministerbefehl erfolgte am 30. September 1990 die Entlassung sämtlicher Generale und des Hauptbestandes der Berufssoldaten mit einer dreißig- bis vierzigjährigen Dienstzeit.

### Auflösung der 11. MSD (1990)
Mit dem Beitritt der Deutschen Demokratischen Republik zur Bundesrepublik Deutschland wurde die NVA und damit ihr Strukturelement 11. Mot.-Schützendivision am 2. Oktober 1990 aufgelöst.
Den Vorgesetzten aller Stufen war es bis dahin trotz angespannter Lage gelungen, die Sicherheit in den militärischen Objekten zu gewährleisten, die Abmunitionierung der Gefechtstechnik zeitgerecht und ohne Verluste durchzuführen sowie alle sicherheitsrelevante Technik, Ausrüstung und Reserven auf eine vollzählige Übergabe vorzubereiten. Erkundungsgruppen des Heeres der Bundeswehr hatten ihre Tätigkeit in den Standorten der 11. MSD aufgenommen. Einzelne Heeresangehörige verblieben in den Standorten bis zur Übergabe. Der Divisionskommandeur, Oberst Reinhard Panian, war mit der Vorbereitung der Übergabe betraut.
Per Ministerbefehl wurden Militärangehörige wie Zivilbeschäftigte der NVA aus ihren Verpflichtungen entlassen. An den Standorten fanden Abschlussappelle mit dem zivilen und militärischen Personal statt. Die Truppenfahnen wurden eingerollt und vom Platz getragen. Die verbleibenden Angehörigen der NVA hatten einen Bescheid über die Weiterverwendung in der Bundeswehr erhalten.
Mit dem Inkrafttreten des Einigungsvertrags übernahm der Bundesminister der Verteidigung am 3. Oktober 1990 die Befehls- und Kommandogewalt über die deutschen Streitkräfte im Osten Deutschlands. Die Truppenteile der bisherigen 11. MSD wurden ab dem 3. Oktober 1990 als Strukturelemente sowie mit dem verbliebenen Personal dem Bundeswehrkommando Ost (Standort Strausberg) unterstellt und dem Wehrbereich VII (Standort Leipzig), Befehlshaber Generalmajor Ekkehard Richter, angegliedert und vom bisherigen Kommandeur Oberst Reinhard Panian bis zur Übergabe geführt.
Die militärischen Formationen und Objekte des ehemaligen Militärbezirks III wurden im neu geschaffenen Wehrbereich VII zusammengefasst – seit 1991 als Division/Wehrbereichskommando VII bezeichnet, jedoch 1995 in WBK VII/13. Panzergrenadierdivision umbenannt.

## Kommandeure der 11. MSD
| Damaliger Rang | Name             | Zeitraum                              |
| -------------- | ---------------- | ------------------------------------- |
| Oberst         | Hermann Vogt     | 11. Oktober 1956 – 15. August 1960    |
| Oberst         | Hans Spallek     | 15. August 1960 – 31. August 1965     |
| Oberst         | Erich Dirwelis   | 1. September 1965 – 1. Juli 1969      |
| Oberst         | Heinz Handke     | 1. September 1969 – 1. September 1972 |
| Oberst         | Rudolf Magnitzke | 1. September 1972 – 31. Oktober 1974  |
| Oberst         | Alfred Krause    | 1. November 1974 – 31. August 1977    |
| Oberst         | Manfred Zeh      | 1. September 1977 – 30. April 1984    |
| Oberst         | Klaus Wiegand    | 1. Mai 1984 – 31. Oktober 1986        |
| Oberst         | Olivier Anders   | 31. Oktober 1986 – 31. Dezember 1989  |
| Oberst         | Reinhard Panian  | 1. Januar 1990 – 2. Oktober 1990      |

## Organisation

### Angaben zur Gliederung, Struktur und Lage der 11. MSD (1990)
Die Gliederung, Struktur, Ausrüstung mit Technik und Bewaffnung der Truppenteile und Einheiten sowie die Standortbelegung in der 11. Mot.-Schützendivision unterlagen mehrfachen Veränderungen und Ergänzungen.
Die nachfolgende Tabelle bezieht sich auf die Strukturelemente und sieben Standorte in der 11. MSD (Lage am Jahresanfang 1990). Hier nicht gezeigt: Vorangegangen war am Standort Sondershausen im März 1989 die Auflösung des Panzerregiments PR-11 und gleichzeitige Formierung der Ausbildungsbasis Abas-19 sowie die Auflösung der Raketenabteilung RA-11 am Standort Hermsdorf.
| Truppenteil/Einheit Bezeichnung, Abkürzung                        | Ehrenname TT     | Stationierung            |
| ----------------------------------------------------------------- | ---------------- | ------------------------ |
| Mot.-Schützenregiment MSR-16                                      | Robert Uhrig     | Bad Frankenhausen (Lage) |
| Mot.-Schützenregiment MSR-17                                      | Fritz Weineck    | Halle (Lage)             |
| Mot.-Schützenregiment MSR-18                                      | Otto Schlag      | Weißenfels (Lage)        |
| Panzerregiment PR-11                                              | Otto Buchwitz    | Sondershausen (Lage)     |
| Artillerieregiment AR-11                                          | Wilhelm Koenen   | Wolfen (Lage)            |
| Fla-Raketenregiment FRR-11                                        | Georg Stöber     | Weißenfels (Lage)        |
| Raketenabteilung RA-11                                            | Magnus Poser     | Hermsdorf (Lage)         |
| Geschosswerferabteilung GeWA-11                                   |                  | Wolfen (Lage)            |
| Panzerjägerabteilung PJA-11                                       | Hermann Vogt     | Halle (Lage)             |
| Aufklärungsbataillon AB-11                                        | Heinrich Brandes | Bad Frankenhausen (Lage) |
| Pionierbataillon PiB-11                                           | Willi Gall       | Zeithain (Lage)          |
| Bataillon Chemische Abwehr BCha-11                                | Edwin Hoernle    | Bad Frankenhausen (Lage) |
| Nachrichtenbataillon NB-11                                        | Otto Brosowski   | Halle (Lage)             |
| Bataillon Materielle Sicherstellung 11 BMS-11                     | Bernhard Koenen  | Halle (Lage)             |
| Instandsetzungsbataillon IB-11                                    | Albert Funk      | Halle (Lage)             |
| Sanitätsbataillon 11                                              |                  | Halle (Lage)             |
| Stabskompanie SK-11                                               |                  | Halle (Lage)             |
| Führungsbatterie Chef Raketentruppen und Artillerie FüBttr/CRA-11 |                  | Halle (Lage)             |
| Führungsbatterie Chef Truppenluftabwehr FüBttr/CTLA-11            |                  | Halle (Lage)             |

- Karte mit allen Koordinaten:
- OSM |
- WikiMap

### Angaben zur Herkunft und Entwicklung der Truppenteile/Einheiten der 11. MSD

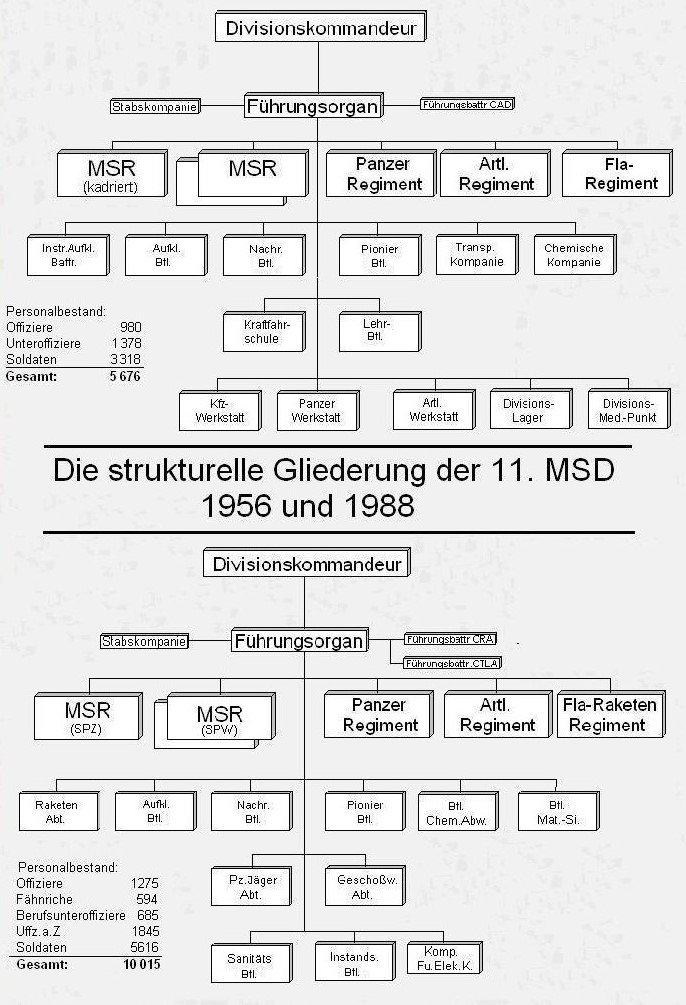
Gliederung der einer MSD (NVA)
im Vergleich 1956–1988, z. B. 11. MSD

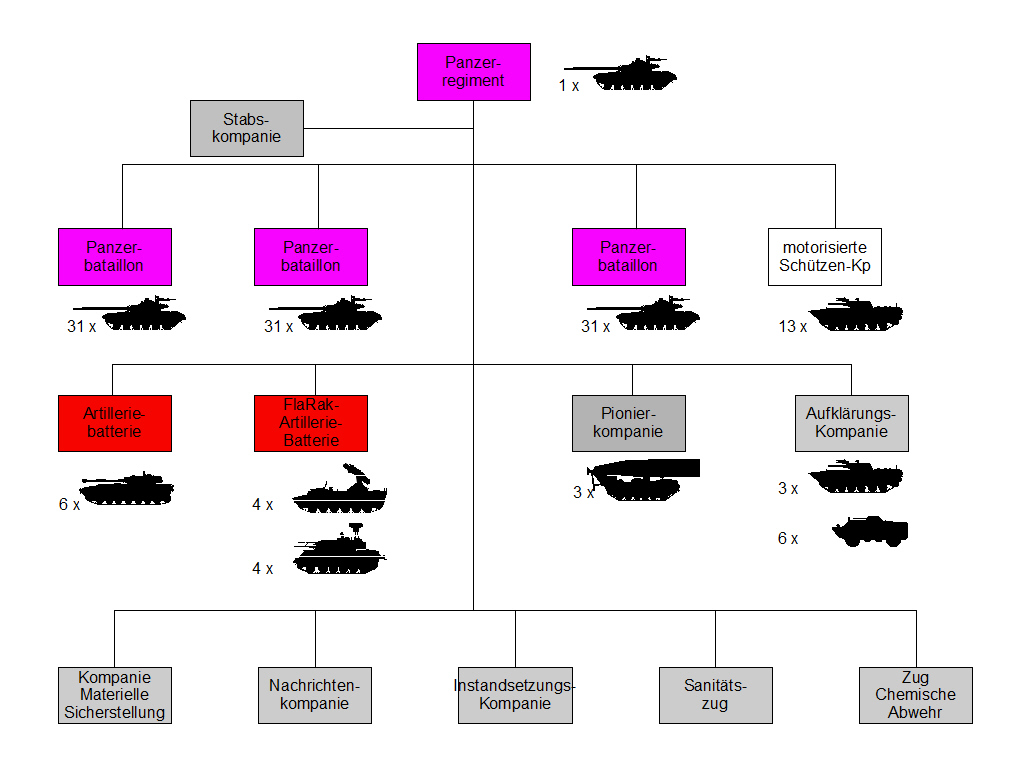
Gliederung eines Panzerregiments der Nationalen Volksarmee

Gliederungsgrundlage für die Schaffung dieses Verbandstyps war anfangs weitestgehend die Mot.-Schützendivision der Sowjetarmee. Die Gliederung, Struktur, Ausrüstung mit Technik und Bewaffnung der Truppenteile und Einheiten sowie die Standortbelegung in der 11. Mot.-Schützendivision unterlagen mehrfachen Veränderungen und Ergänzungen. Ihre Struktur entsprach in späteren Jahren einem Personalbestand von nahezu 11.000 im Garnisonsdienst. Im Unterschied zu den sowjetischen Divisionen hatten die Mot.-Schützendivisionen der NVA keine Kampfhubschrauber und verfügten bei den Mot.-Schützen- und Panzerformationen über geringeren Kampfbestand.

Gliederung einer Panzerdivision
und einer Mot.-Schützendivision (NVA)

Die nachfolgende Tabelle bezieht sich auf die Herkunft der Formationen aus der KVP und die Entwicklung der Strukturelemente und Standorte in der 11. MSD.
| KVP Kommando, Einheit, Einrichtungen                           | NVA seit Jahr | NVA Standort und Veränderungen                                                                          | NVA Truppenteil, Einheit, Einrichtung Bezeichnung, Abkürzung                                                                                         | aufgestellt/ umformiert Datum | Truppenfahne TF verliehen am Ehrenname (seit)                                                     |
| -------------------------------------------------------------- | ------------- | --- | --- | --- | ------------------------------------------------------------------------------------------------- |
| Bereitschaft Halle / Führung, Stab                             | 1956          | - Halle (Saale) - Halle (Lettin) (Lage)                                                                 | 11. Mot.-Schützendivision 11. MSD / Führung, Stab | - ab 20.10.1956 aufgestellt, Halle, Maxim-Gorki-Str. - 15.12.1959 verlegt n. Halle, Leninallee (Merseburger Str.) - 1971 verlegt n. Halle (Lettin), Nordstraße              | TF 22.10.1956 Vaterländischer Verdienstorden in Gold (04.02.1974), Karl-Marx-Orden (01.03.1986)   |
| 1. mot. A-Kommando / Bereitschaft Halle                        | 1956          | - Leipzig, Georg-Schumann-Str. - Bad Frankenhausen (Lage)                                               | Mot.-Schützenregiment MSR-16 - Ausbildungsregiment ABR-16 - Mot.-Schützenregiment MSR-16                                                             | - 20.10.1956 kadriert aufgestellt - 01.09.1957 Reservistenausbildung - 01.05.1958 umbenannt in ABR-16 - 01.12.1958 neuformiert - November 1972 verlegt n. Bad Frankenhausen | TF 07.10.1959 Robert Uhrig (01.03.1970) Kampforden in Gold (01.03.1981), 10-mal „Bestes Regiment“ |
| 2. mot. A-Kommando / Bereitschaft Halle                        | 1956          | - Halle (Saale), - Paracelsus-Straße und - Reilstraße (Lage)                                            | Mot.-Schützenregiment MSR-17 | - 22.10.1956 aufgestellt | TF 01.03.1958 Fritz Weineck (07.10.1969) Kampforden in Silber (25.02.1986)                        |
| 3. A-Kommando / Bereitschaft Weißenfels                        | 1956          | - Weißenfels (Lage)                                                                                     | Mot.-Schützenregiment MSR-18 | - 22.10.1956 aufgestellt | TF 10.12.1956 Otto Schlag (27.09.1969)                                                            |
| C-Kommando Zeithain                                            | 1956          | - Zeithain - Sondershausen (Lage)                                                                       | Panzerregiment PR-11 | - 20.10.1956 aufgestellt - Oktober 1976 verlegt n. Sondershausen - 01.11.1989 aufgelöst                                                                                     | TF 05.10.1957 Otto Buchwitz (07.10.1967)                                                          |
| C-Kommando (Lehrabteilung) Zeithain                            | 1956          | - Zeithain (Lage)                                                                                       | Lehrbataillon LB-11 | - 20.10.18956 aufgestellt - 1958 aufgelöst |                                                                                                   |
| B-Kommando Weißenfels                                          | 1956          | - Weißenfels - Wolfen (Lage)                                                                            | Artillerieregiment AR-11 | - 20.10.1956 aufgestellt - 01.10.1961 verlegt n. Wolfen | TF 05.10.1959 Wilhelm Koenen (01.03.1973)                                                         |
|                                                                | 1962          | - Wolfen (Lage)                                                                                         | selbstst. Geschosswerfer-Batterie GeWBttr/AR-11 | - 1974 formiert zur Abteilung GeWA-11 - 01.12.1989 formiert zur IV. AA/AR-11                                                                                                | TF 01.03.1980 nominiert: Otto Gotsche                                                             |
|                                                                | 1974          | - Wolfen - Halle (Saale) Leninallee (Lage)                                                              | Panzerjägerabteilung PJA-11 - (ab 1989) Panzerabwehrabteilung PAA-11                                                                                 | - 01.11.1974 aufgestellt - April 1975 verlegt n. Halle - 01.11.1989 umbenannt                                                                                               | TF 29.02.1980 Hermann Vogt (24.02.1986) Verdienstmedaille NVA in Gold                             |
|                                                                | 1963          | - Zeithain - Hermsdorf (Lage)                                                                           | selbstst. Artillerie-Abteilung sAA-11 - 1965 an 7. PD Zeithain, umbenannt in sAA-7 - 1965 von 7. PD Hermsdorf, umbenannt in sAA-11                   | - 18.05.1963 aufgestellt als sAA-11 - 1965 Tausch zwischen 7. PD und 11. MSD - 06.10.1967 umformiert zur Raketenabteilung RA-11                                             | TF 07.10.1964 Magnus Poser (01.03.1968)                                                           |
| S-5-Kommando / Bereitschaft Halle                              | 1956          | - Halle (Saale), Reilstraße - 1961 Weißenfels (Lage)                                                    | Flak-Regiment FR-11 - 1961 Flak-Abteilung FA-11 - 1973 Flak-Regiment FR-11 - 1979 Fla-Raketenregiment FRR-11                                         | - 20.10.1956 aufgestellt - 01.10.1961 umbenannt - 12.10.1961 verlegt n. Weißenfels - 01.05.1973 umbenannt - 03.11.1979 umformiert                                           | TF 07.10.1960 Georg Stöber (07.10.1972)                                                           |
| S-1 (Krad-)Abteilung / Bereitschaft Halle                      | 1956          | - Halle (Saale), Leninallee - Bad Frankenhausen (Lage)                                                  | Aufklärungsbataillon AB-11 - 1961 Aufklärungskompanie AklK-11 - 1965 Aufklärungsbataillon AB-11                                                      | - 1956 aufgestellt - 01.10.1961 umformiert - 01.10.1965 neuformiert - März 1975 verlegt n. Bad Frankenhausen                                                                | TF 08.01.1958 Heinrich Brandes (28.02.1989)                                                       |
|                                                                | 1986          | - Halle (Saale), Leninallee (Lage)                                                                      | Kompanie Funkelektronischer Kampf KFEK-11 | |                                                                                                   |
| D-1-Abteilung / Bereitschaft Halle                             | 1956          | - Halle (Saale), Leninallee - Halle (Lettin), Nordstraße (Lage)                                         | Nachrichtenbataillon NB-11 | - 20.10.1956 aufgestellt | TF 01.03.1960 Otto Brosowski (25.02.1986)                                                         |
| D-2-Abteilung Zeithain                                         | 1956          | - Zeithain (Lage)                                                                                       | Pionierbataillon PiB-11 | - 20.10.1956 aufgestellt | TF 01.03.1961 Willi Gall (07.10.1988)                                                             |
| Schutz-Kompanie Halle                                          | 1956          | - Halle (Saale), Leninallee - Bad Frankenhausen (Lage)                                                  | Chemische Kompanie ChKp-11 - 1961 Kompanie Chemische Abwehr KChA-11 - 1978 Bataillon Chemische Abwehr BChA-11                                        | - 22.10.1956 aufgestellt - 01.10.1961 umbenannt - Oktober 1975 verlegt n. Bad Frankenhausen - 01.11.1977 umformiert                                                         | TF 01.03.1982 Edwin Hoernle (01.03.1987)                                                          |
| Kfz.-Schule Halle                                              | 1956          | - Halle (Saale), Leninallee (Lage)                                                                      | Kraftfahrschule-11 - 1958 aufgelöst | |                                                                                                   |
| Kfz.-Kompanie Halle                                            | 1956          | - Halle (Saale), Leninallee - 1967 Bad Düben - 1980 Halle (Saale), Leninallee (Merseburger Str.) (Lage) | Transportkompanie TrpKp-11 - 1961 Transportbataillon TB-11 - 1967 Kfz.-Transportbataillon KfzTB-11 - 1981 Bataillon Materielle Sicherstellung BMS-11 | - 1956 aufgestellt - 1967 umformiert, verlegt n. Bad Düben - 1980 verlegt n. Halle - 30.11.1981 neuformiert                                                                 | TF 01.03.1968 Bernhard Koenen (06.10.1986)                                                        |
| Bereitschaftslager Halle                                       | 1956          | - Halle-Osendorf (Lage)                                                                                 | Divisionslager DL-11 | - 1956 aufgestellt - 1980 umformiert ins BMS-11 |                                                                                                   |
| Feldbäckerei Halle XII des 2.mot.A-Kommando Bereitschaft Halle | 1956          | - Halle (Saale), Reilstraße - 1980 Halle, Leninallee (Lage)                                             | Feldbäckereizug BäZ des MB III (?) - 1961 Feldbäckereizug FBäZ-11 - Feldbäckerei-Kompanie FBäK-11                                                    | - 1956 aufgestellt - 01.10.1961 umformiert - 01.12.1981 umformiert ins BMS-11                                                                                               |                                                                                                   |
| Medizinische Sanitätsabteilung Halle - 1954 MedSanBtl          | 1956          | - Halle (Saale) (Lage)                                                                                  | Divisions-Med.-Punkt DMP-11 - 1961 Sanitätsbataillon SanB-11 - 1989 Sanitätskompanie SanK-11                                                         | - 22.10.1956 aufgestellt - 1961 umgegliedert - 03.11.1989 umgegliedert |                                                                                                   |
| B-Werkstatt Weißenfels                                         | 1956          | - Weißenfels - 1956 nach Halle (Saale) (Lage)                                                           | Artilleriewerkstatt ArtlW-11 | - 1971 umformiert ins Instandsetzungsbataillon IB-11 |                                                                                                   |
| Kfz.-Werkstatt Halle                                           | 1956          | - Halle (Saale) - 1971 nach Halle, Leninallee (Lage)                                                    | Kfz.-Werkstatt KfzW-11 | - 1971 umformiert ins Instandsetzungsbataillon IB-11 |                                                                                                   |
|                                                                | 1956          | - Halle (Saale) - 1971 Halle, Leninallee (Lage)                                                         | Panzerwerkstatt PzW-11 | - 1971 umformiert ins Instandsetzungsbataillon IB-11 |                                                                                                   |
|                                                                | 1971          | - Halle, Leninallee (Lage)                                                                              | Instandsetzungsbataillon IB-11 | - 01.12.1971 aufgestellt | TF 01.03.1977 Albert Funk (29.02.1988)                                                            |
| Kommandanten-Kompanie Halle                                    | 1956          | - Halle (Saale), Leninallee - 1971 Halle-Lettin (Lage)                                                  | Stabskompanie SK-11 | |                                                                                                   |
| Führungskompanie Halle                                         | 1956          | - Halle (Saale), Leninallee - 1971 Halle (Lettin), Nordstraße (Lage)                                    | Führungsbatterie/Chef Raketentrp./Artl. FüBttr/CRA-11                                                                                                | |                                                                                                   |
| Licht- und Schallmess-Kompanie Halle                           | 1956          | - Halle (Saale), Leninallee (Lage)                                                                      | Instrumentalaufklärungsbatterie InstrAklBttr-11 - 1961 aufgelöst                                                                                     | |                                                                                                   |
|                                                                | 1960          | - Halle, Leninallee - 1971 Halle-Lettin (Lage)                                                          | Stab Truppenluftabwehr Stab-TLA-11 - 1968 Führungsbatterie / Chef Truppenluftabwehr FüBttr/CTLA-11                                                   | |                                                                                                   |
|                                                                | 1971          | Empfangspunkte - Hermsdorf - Halle, Paracelsusstraße - Weißenfels                                       | - (STAN-80) Reservebataillone nach Mobilmachung - RB-16 - RB-17 - RB-18 - (STAN-90) Ersatzregiment ErsR-11 nach Mobilmachung                         | |                                                                                                   |

## Ausrüstung

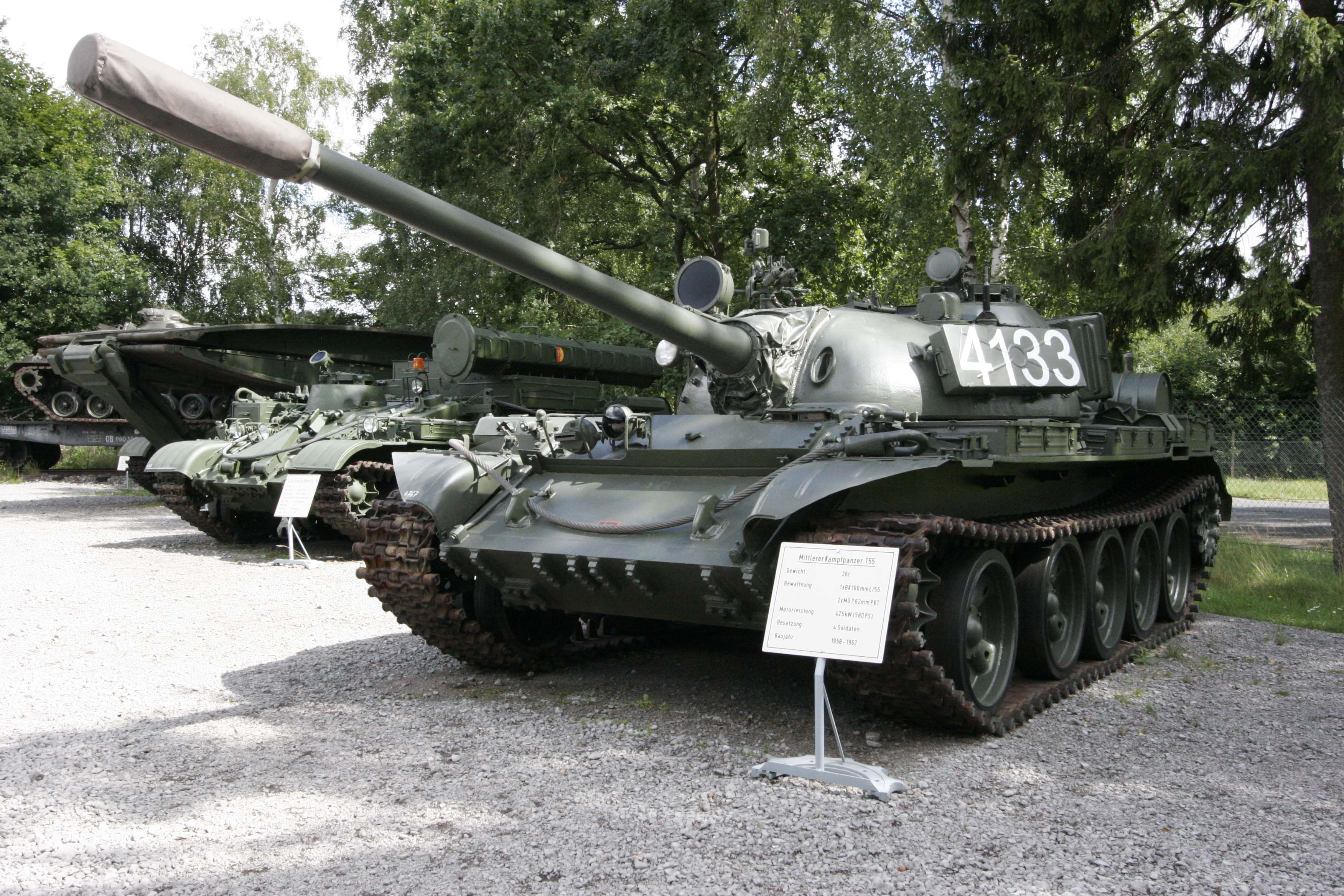
Kampfpanzer T-55 der NVA

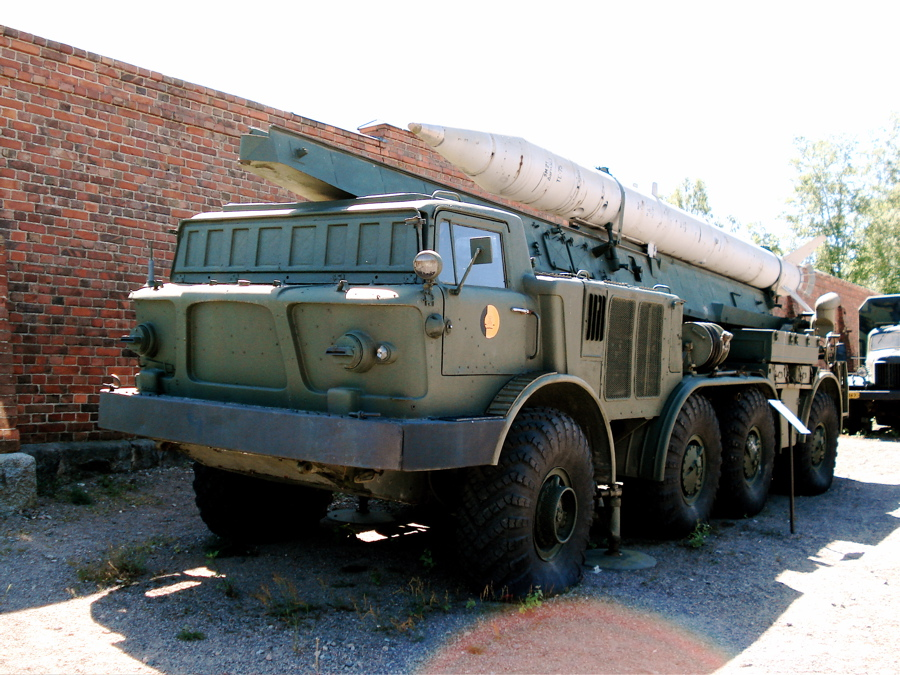
Frog-7B (Luna-M) der NVA

### Angaben zu Hauptarten an Technik und Bewaffnung in der 11. MSD
Zum Zeitpunkt der Formierung der Division entsprach die Bewaffnung und Ausrüstung der Truppenteile/Einheiten weder von ihrer Anzahl noch vom Typ den Festlegungen der Strukturplanung.
Die Division wurde bereits bei Aufstellung mit fabrikneuen Kampfpanzern T-54, aber auch noch mit Panzern T-34/85 ausgestattet und hatte erst Ende/Mitte der 1960er Jahre den geplanten Ausrüstungsstand erreicht.
Bei ihrer Aufstellung wurden die Mot.-Schützen-Einheiten der Division mit dem Schützenpanzerwagen BTR-40 (SPW-40) und BTR-152 (SPW-152) ausgestattet. Mitte der 60er Jahre liefen dann Schützenpanzerwagen BTR-60 (SPW-60) sowie ab Ende der 1970er Jahre BTR-70 (SPW-70) zu. 1975 erhielt die 11. MSD, als erster Verband der NVA, die neuen Schützenpanzer BMP-1 aus der Sowjetunion.
Mitte der 1980er Jahre verfügte die 11. MSD über die folgende Anzahl an Hauptarten der Technik und Bewaffnung:
- 214 Kampfpanzer Pz T-55,
- 109 Schützenpanzer (Kette) SPz-BMP-1,
- 216 Schützenpanzerwagen (Rad) SPW-70 / 60 PB,
- 10 Schützenpanzerwagen (schwimmfähig) SPW-40-P,
- 68 Schützenpanzerwagen (schwimmfähig) SPW-40-P2/P2-Ch,
- 18 Selbstfahrlafette-Haubitze (Kette) 152 mm SFL-H-152 S3,
- 64 Kanonen-Haubitze 122 mm KH-122 D-30,
- 18 Kanonen-Haubitze 122 mm KH-122 D-20,
- 18 Geschosswerfer RM-70,
- 4 Startrampe für taktische Raketen 9P113 Luna-M,
- 12 Kanone 100 mm MT12,
- 27 Panzerabwehrlenkraketen-Abschussvorrichtung (gepanzert) PALR „Maljutka“,
- 20 Fla-Selbstfahrlafette (Kette) Fla-SFL 23 mm,
- 20 Fla-Raketen-Startfahrzeug 9K12 „Kub“,[74]
- 16 Brückenlegegerät (Kette, gepanzert) BLG-60,
- 5 Faltbrückensatz TMM,
- 4 Selbstfahrende Fähre (Kette) GSP-55,
- 6 Schwimmwagen (Kette) PTS-M.

### Angaben zum Bestand an Technik und Bewaffnung der 11. MSD (1990)
Der Istbestand 1990 umfasste:
- 4 Startrampen Frog-7B
- 214 Kampfpanzer T-55
- 139 Schützenpanzer (Kette) BMP
- 282 Schützenpanzerwagen (Rad) BTR
- 126 Geschütze und Geschosswerfer
- 13 Brückenlegepanzer MT-55 auf Basis T-55[4]

## Liegenschaften und Ausbildungsanlagen

### Liegenschaften der 11. MSD in der Garnisonsstadt Halle
Die Stadt Halle (Saale) hatte bereits seit dem 17. Jahrhundert gewisse Traditionen in der Unterbringung militärischer Formationen. War im 17. und 18. Jahrhundert das militärische Personal noch in Privatquartieren untergebracht, so wurde Halle mit dem Bau (1881–1884) der ersten Kaserne in der Reilstraße zur Garnisonsstadt. In späteren Jahren folgte die Errichtung der Rossplatz-Kaserne (1891–1892, am Wasserturm), der Artilleriekaserne in der Merseburger Straße (1899–1900), der Fliederweg-Kaserne und der Kasernen in Wörmlitz.
Im Jahr 1935 wurde am Südost-Rand der Dölauer Heide ein Kasernenkomplex für die Heeres- und Luftwaffen-Nachrichtenschule („Heide-Kaserne“; jetzt – Stadtteil Heide-Süd) ausgebaut. In dem großen Heide-Kasernenkomplex und in Wörmlitz wurden 1945 Truppen der Sowjetarmee untergebracht; später waren dort bis 1994 der Stab und Truppenteile einer Garde-Mot.-Schützendivision, der 27. GMSD (der GSSD/Westgruppe der Truppen), stationiert. In den übrigen Kasernen, außer der Merseburger Straße, waren nach 1945 bis 1956 Polizeiformationen untergebracht.
Von 1956 bis 1990 waren die Führung und der Stab der 11. MSD sowie weitere Truppenteile und Einheiten der Division in den Kasernen Merseburger Straße (Bernhard-Koenen-Kaserne), Paracelsusstraße (Fritz-Weineck-Kaserne), Reilstraße sowie ab 1971/72 in dem Kasernenneubau, Halle-Lettin Nordstraße (Otto-Brosowski-Kaserne), untergebracht. Außerdem wurden Lager-Liegenschaften in der Dölauer Heide, in Halle-Osendorf, Halle-Trotha/Hafen und Halle-Diemitz sowie die Standort-Übungsplätze (STÜP) Franzigmark und Goldberge genutzt.
Durch die Verlegung der Bundeswehr-Formationen nach Weißenfels hat Halle 2007 seinen Status als Garnisonsstadt verloren.

### Weitere Liegenschaften der 11. MSD außerhalb von Halle
Durch Truppenteile und Einheiten der 11. MSD wurden weitere Liegenschaften in fünf Bezirken der DDR (ab 1990 – in drei Bundesländern) an folgenden Standorten genutzt:
- Bezirk Halle (neben den Liegenschaften in der Garnisonsstadt Halle):
  - Weißenfels (Thomas-Müntzer-Kaserne), erbaut 1937/38;
  - Wolfen (Wilhelm-Koenen-Kaserne), erbaut 1934–1938;
  - Bad Frankenhausen (Robert-Uhrig-Kaserne), erbaut 1970/71;
- Bezirk Leipzig: Leipzig (Kaserne Schumannstraße), bis 1971 durch das MSR-16 genutzt;
- Bezirk Dresden: Zeithain (Kaserne), erbaut 1914, Truppenübungsplatz seit 1730;
- Bezirk Gera: Hermsdorf (Kaserne), erbaut 1970 auf ehemaligem Lagerbereich.
- Bezirk Erfurt: Sondershausen (Anton-Saefkow-Kaserne), bereits vor 1933 genutzt;

### Ausbildungsanlagen und Übungsplätze der 11. MSD
Die Truppenteile und Einheiten der 11. MSD Division waren ausreichend mit Lehrklassen und Sportanlagen ausgestattet.
Mit Stand von 1986 waren die folgenden Standortübungsplätze (STÜP) der 11. MSD und Ausbildungsanlagen in der Nutzung:
- Bad Frankenhausen, STÜP und Schießplatz Schützenwaffen – 1700,0 ha;
- Halle, STÜP Franzigmark und Schießpolygon – 232,3 ha;
- Halle, STÜP Osendorf – 125,7 ha;
- Halle STÜP Goldberge – 19,9 ha;
- Weißenfels, STÜP Leipziger Straße – 131,0 ha;
- Sondershausen, STÜP – 1507,7 ha;
- Hermsdorf, STÜP mit Schießplatz Schützenwaffen;
- Wolfen, STÜP – 308,00 ha;
- Zeithain, STÜP – 370,9 ha.

Die darauf befindlichen Ausbildungsanlagen waren modern ausgestattet und verfügten über Trainingsgeräte, Simulatoren und Schießbahnen. Der technische Ausstattungsgrad ermöglichte die Ausbildung aller Waffengattungen, Spezialtruppen und Dienste bis zur Ebene der Kompanie/Batterie.
Zusätzlich konnten die Truppenübungsplätze Annaburg, Nochten, Weberstedt, Bad Liebenwerda und Klietz genutzt werden. Für die Durchführung von Truppenübungen ab Regiment aufwärts wurden außerdem die Truppenübungsplätze der GSSD Königsbrücker Heide, Lieberose, Altengrabow, Colbitz-Letzlinger Heide und Ohrdruf genutzt.
Für die Spezialausbildung und die Durchführung von jährlichen Feldlagern standen die Truppenübungsplätze Zingst und Holzdorf (Fla-Truppen), Storkow (Chemische Truppen) sowie die Wasserübungsplätze an der Elbe bei Kreinitz, Kehnert, Dessau (Pioniertruppen) zur Verfügung.

## Ehrungen
- 1974 Vaterländischer Verdienstorden in Gold[76] sowie 1986 Karl-Marx-Orden.[77]

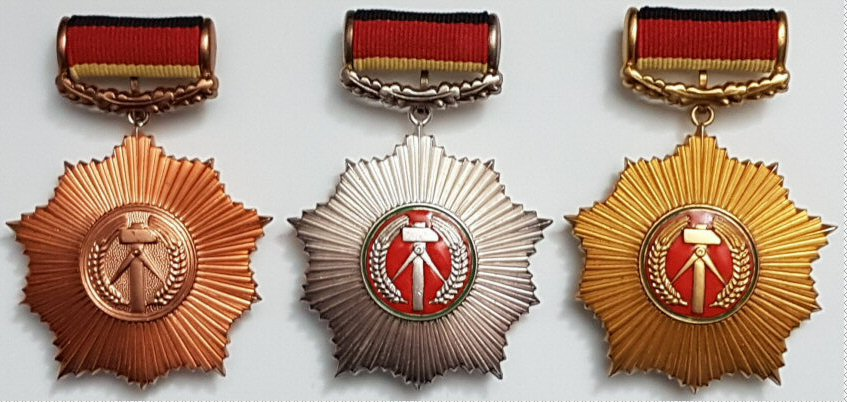